# SNORD116
آران‌ای SNORD116 کوچک هسته‌ای (انگلیسی: Small nucleolar RNA SNORD116) که با نام HBII-85 هم شناخته می‌شود، یک مولکول RNA غیر-کدکننده است که در بیوژنز (اصلاح و تعدیل) RNA کوچک هسته‌ای نقش دارد. این اصلاح و تعدیل در هستک سلول‌های یوکاریوت صورت می‌پذیرد. به RNA کوچک هسته‌ای، «راهنمای RNA» هم گفته می‌شود.
در انسان ۲۹ توالی مجاور تکرارشونده از این مولکول وجود دارد که به دنبالش ۴۸ نسخه از SNORD115 قرار می‌گیرد و همگی اینها در ناحیه‌ای از کروموزوم ۱۵ جای دارد که به آن «ناحیه سندرم پرادر–ویلی» می‌گویند.  مولکول SNORD116 بیشتر در بافت مغز ساخته می‌شود (به‌جز مغز مبتلایان به سندرم پرادر–ویلی) و پژوهش‌های انجام شده در مدل‌های حیوانی نشان می‌دهد که بروز این سندرم به‌طور مستقیم به حذف SNORD116 مرتبط است. همچنین این مولکول احتمالاً در تنظیم فرایند پیرایش دگرسان نقش دارد.